# لوئیس جولیت
لوئیس جولیت (Louis Jolliet) (زادهٔ ۲۱ سپتامبر ۱۶۴۵ – درگذشتهٔ پس از می ۱۷۰۰)، کاوشگر فرانسوی-کانادایی بود که برای اکتشافات آمریکای شمالی شناخته می‌شود. در ۱۶۷۳ میلادی، جولیت و ژاک مارکت که یک یسوعی و کشیش و مبلغ مذهبی بود، نخستین غیربومیانی بودند که رود می‌سی‌سی‌پی علیا را اکتشاف و نقشه‌برداری نمودند.

## اوایل زندگی
جولیت در ۱۶۴۵ میلادی در بوپره، یک زیستگاه فرانسوی دز نزدیکی شهر کبک زاده شد، پدرش ژان جولیت و مادرش ماری دی آبانکورت نام داشتند. هنگامی‌که او شش سال سن داشت، پدرش درگذشت؛ پس از آن، مادر وی با یک تاجر موفق به‌نام جیوفروی گویلوت دیت لوالی ازدواج کرد اما لوالی نیز در ۱۶۶۵ میلادی درگذشت. پس از درگذشت دومین همسرش، مادر وی با مارتین پریوست ازدواج نمود، اما در ۱۶۷۸ میلادی درگذشت. ناپدری جولیت مالک زمینی در الی دی اورلیانز بود، جزیرهٔ در رودخانه سن‌لوران در کبک که زادگاه اقوام اولیه کانادا بود. جولیت زمان زیادی را در الی دی اورلیانز سپری کرد، از این‌رو احتمالاً او در سن بسیار جوانی به زبان بومی‌های آمریکایی تکلم می‌کرد. علاوه بر فرانسوی، او زبان انگلیسی و اسپانیایی را نیز آموخت. در ایام کودکی وی، کبک مرکز تجارت خز فرانسه بود. مردمان بومی بخشی از زندگی روزمره در کبک بودند و جولیت با کسب اطلاعات زیادی در مورد آنها بزرگ شد. جولیت زمانی که کودک بود وارد یک مدرسه یسوعی در کبک شده و به هدف اینکه یک کشیش مذهبی شود، به مطالعات فلسفی و مذهبی تمرکز نمود. او همچنین موسیقی آموخت و یک هارپسیکورد نواز ماهر و ارگ نواز کلیسا شد. او در ۱۶۶۲ میلادی به درجه تقدس رسید، اما برنامه‌های خود برای کشیش شدن را رها نموده و در ۱۶۶۷ میلادی دانشکده الهیات را ترک کرد تا به بجای ان به تجارت خز بپردازد.

## اکتشاف می‌سی‌سی‌پی علیا
هرچند ارناندو د سوتو نخستین اروپایی بود که با اکتشاف ورودی جنوبی رود می‌سی‌سی‌پی در ۱۵۴۱ میلادی به‌طور رسمی این منطقه را کشف نمود، اما حدود ۱۳۰ سال بعد، جولیت و مارکت نخستین افرادی بودند که گستره‌های بالایی آن را اکتشاف نموده و تقریباً کل آن منطقه را سفر نمودند. هرچند د سوتو این رود را ریو دیل ایسپیریتو سانتو نامیده بود، اما قبایل بومی که در امتداد این رود زندگی می‌کردند، آنرا به نام‌های «می‌سی‌سی‌پی» یاد می‌کردند که در زبان‌های آلگانگی به معنی «رود بزرگ» بود.
در ۱۷ می ۱۶۷۳، جولیت و مارکت با دو کشتی و پنج قایق‌ران که اصالت فرانسوی-هندی داشتند، سنت ایگنس، میشیگان را ترک نمودند. گروه به سمت گرین بی‌حرکت کرد. سپس آنها به خلاف جهت رودخانه فاکس (به سمت جنوب) حرکت نموده و جایی رسیدند که حالا معروف به پورتیج، ویسکانسین است. در آنجا، آنها قایق‌های خود را تا اندکی کمتر از دو مایل در میان تالاب و جنگ بلوط حمل کردند تا اینکه به دریای ویسکانسین رسیدند. اروپایی‌ها در نهایت یک پایگاه تجاری در کوتاه‌ترین فاصله ممکن حمل و نقل میان دریاچه‌های بزرگ و خلیج‌های کوچک رود می‌سی‌سی‌پی ایجاد نمودند. در ۱۷ ژوئن، قایق‌ران‌ها به ماجراجویی در رود می‌سی‌سی‌پی، نزدیک به جاییکه حالا پریری دو چیئن، ویسکانسین یاد می‌شوند، آغاز نمودند.
سفر اکتشافی جولیت-مارکت ۴۳۵ مایل (۷۰۰ کیلومتر) به سمت خلیج مکزیک در رود می‌سی‌سی‌پی پیشروی نمود. آنها در دهانه رود آرکانزاس به سمت شمال چرخیدند. تا این نقطه، با مردمان بومی مقابل شدند که با خود کالاهای اروپایی حمل می‌کردند و از برخورد خصمانه از سوی کاوشگر‌ها و استعمارگران اسپانیایی نگران بودند. سپس، قایق‌ران‌ها به امتداد رود می‌سی‌سی‌پی حرکت نموده و به دهانه رود ایلینوی رسیدند و در آنجا بود که مردمان بومی دوست به آنها گفتند یک مسیر کوتاه‌تر به دریاچه‌های بزرگ وجود دارد. با حرکت کردن به خلاف جهت رود ایلینوی، آنها به شاخابه رود ایلینوی، رود دیس پلینز در نزدیکی منطقه امروزی جولیت، ایلنوی رسیدند. آنها سپس به سفر در امتداد رود دیس پلینز ادامه داده و بلم‌ها و لوازم خود را تا بندرگاه شیکاگو با خود حمل کردند. سپس آنها به حرکت در امتداد رود شیکاگو ادامه دادند تا اینکه به دریاچه میشیگان، نزدیکی موقعیت جاییکه امروزه به‌نام شیکاگو یاد می‌گردد، رسیدند. آنها در ماه اوت به مأموریت مذهبی سنت فرانسیس زاویر در انتهای جنوبی گرین بی رسیدند و پدر مارکت در آنجا ماند. جولیت به کبک بازگشت تا گزارش اکتشافات خود را منتشر نماید.

## اواخر زندگی
جولیت با کلیر-فرانکویس بایسوت د لا والترای ازدواج کرد. همانند جولیت، او نیز متولد کانادا و دختر فرانکویس بایسوت د لا رویرا و همسر وی ماری کویلارد بود. کلیر فرانکویس همچنین خواهر لوئیسی بایسوت دی لا والترای، همسر سیرافین دی مارگین- ملک بزرگ دی لا والترای بود. در ۱۶۸۰ میلادی، جزیره آنتیکاستی به جولیت اعطاء گردید، جاییکه او قلعهٔ ساخته و در آن سرباز نگه می‌داشت. در ۱۶۹۳ میلادی او به عنوان «نقشه‌کش سلطنتی» گماشته شده و در ۳ آوریل ۱۶۹۷ عنوان ملک بزرگ (سینیور) منطقه جنوب غرب شهر کبک به وی اعطاء گردید و او این منطقه را جولیست نام نهاد.
در ۱۶۹۴ میلادی او سفر دریایی را از خلیج سنت لاورنس آغاز نموده و به سمت شمال در امتداد ساحل لابرادور تا منطقه زائور پیش رفت، سفری که به مدت پنج و نیم ماه به طول انجامید. او جزئیات مناطق، مسیر حرکت کشتی، مردمان اینوئیت و رسوم آنها را یادداشت نمود. سفرنامه وی تحت عنوان («Journal de Louis Jolliet allant à la decouverte de Labrador، ۱۹۶۴») قدیمی‌ترین نقشه ساحل لابرادور را از تنگه بیلی آیل تا زائور فراهم می‌کند.
در ماه مه ۱۷۰۰، لوئیس جولیت به مقصد جزیره انتی‌کوستی عازم سفر شد. بعد از آن، او از اسناد تاریخی ناپدید می‌شود. هیچ اطلاعاتی در مورد مرگ یا مکان خاکسپاری وی وجود ندارد و تنها اطلاعاتی که از سرنوشت او به ثبت رسیده‌است این است که جمعیتی به تاریخ ۱۵ سپتامبر ۱۷۰۰ برای روح وی در کبک دعا نمودند.

## میراث

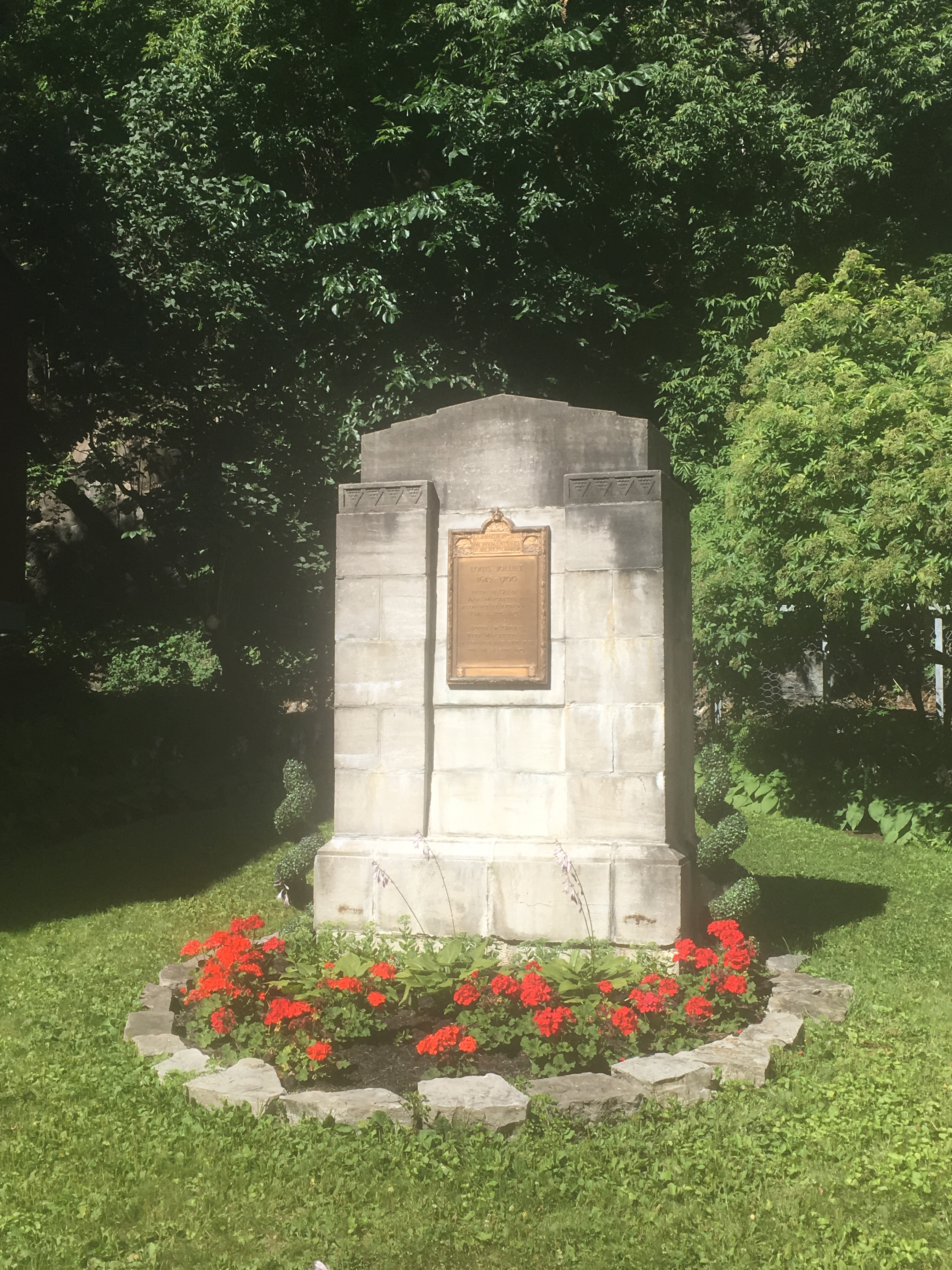
بنای یادبود لوئیس ژولیت در شهر کبک

میراث اصلی جولیت بیشتر در ایالت‌های غرب میانه آمریکا و شهر کبک بیش از طریق نام مکان‌های جغرافیایی ملموس است، از جمله شهرهای جولیت در ایلینوی در مونتانا و شهر ژولیت در کبک (که توسط یکی از نوادگان جولیت به اسم بارتیلیمی جولیت پایه‌گذاری شده‌است).
هیجی‌های مختلف برای نام «جولیت» بازتاب دهنده زمانی است که بی‌سوادی یا سواد ضعیف در میان مردم شایع بود و هیجی واژه‌ها استانداردسازی نشده بود. نوادگان جولیت در سراسر شرق کانادا و ایالات متحده زندگی می‌کنند. گل سرخ لوئیس جولیت که توسط اداره زراعت و غذای زراعتی کانادا پرورش یافته‌است، به افتخار او نام‌گذاری شده‌است.
ناوسپاه جولیت دانش‌آموزان در کالج سلطنتی نظامی سنت-ژان در استان کبک به افتخار او نام‌گذاری شده‌است. جولیت جونیور کالج در شهر جولیت، ایلنوی و همچنین مدارس زیادی در آمریکا به افتخار این کاوشگر نام‌گذاری شده‌اند.
یک کشتی تفریحی که لنگرگاه آن در شهر کبک است نیز به افتخار او نام نهاده شده‌است.
جولیت همراه با پیری ژاک مارکت اس‌جی در یک مهر پستی ۱۹۶۸ ایالات متحده نیز دیده می‌شود که نشاندهنده تقدیر از سفر آنها می‌باشد.
یک فروشگاه بزرگ به‌نام فروشگاه بزرگ لوئیس جولیت در شهر جولیت، ایلینوی، ایالات متحده نیز به افتخار وی نام‌گذاری شده‌است.

## ارجاعات
1. ↑  Tanya Larkin (2003). Jacques Marquette and Louis Jolliet: Explorers of the Mississippi. The Rosen Publishing Group. p. 6. ISBN 978-0-8239-3625-0. Retrieved 28 June 2013.
2. ↑  "Louis Jolliet | French-Canadian explorer".
3. ↑  Vachon, André (2003). ""JOLLIET, LOUIS," in Dictionary of Canadian Biography, vol. 1". Dictionary of Canadian Biography. Retrieved November 19, 2020.
4. ↑  Wilson, James Grant & Fiske, John (Eds.). Appleton's Cyclopædia of American Biography. New York: D. Appleton and Company (1887), Vol. III, p. 461.
5. ↑  Cotton, Bruce (1984). Michigan: A History, p. 14. W. W. Norton & Company. ISBN 0-393-30175-3.
6. ↑  Slater, Renée (2003), "Marquette, Jacques (1637–1675), and Louis Jolliette (1645–1700)",  in Speake, Jennifer (ed.), Literature of Travel and Exploration: an Encyclopedia, vol. 2, Taylor & Francis, p. 771, ISBN 978-1-57958-424-5
7. ↑  «Joliet, Louis». بایگانی‌شده از اصلی در ۲۴ اوت ۲۰۰۸. دریافت‌شده در ۴ مارس ۲۰۲۲.
8. ↑  Louis Jolliet rose